# Torpedo (Radsportteam)
Torpedo war ein deutsches Radsportteam, das von 1957 bis 1967 bestand.

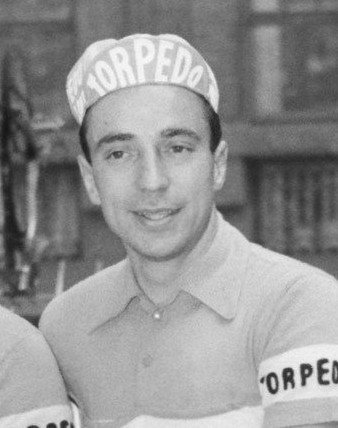
Manfred Donike 1960

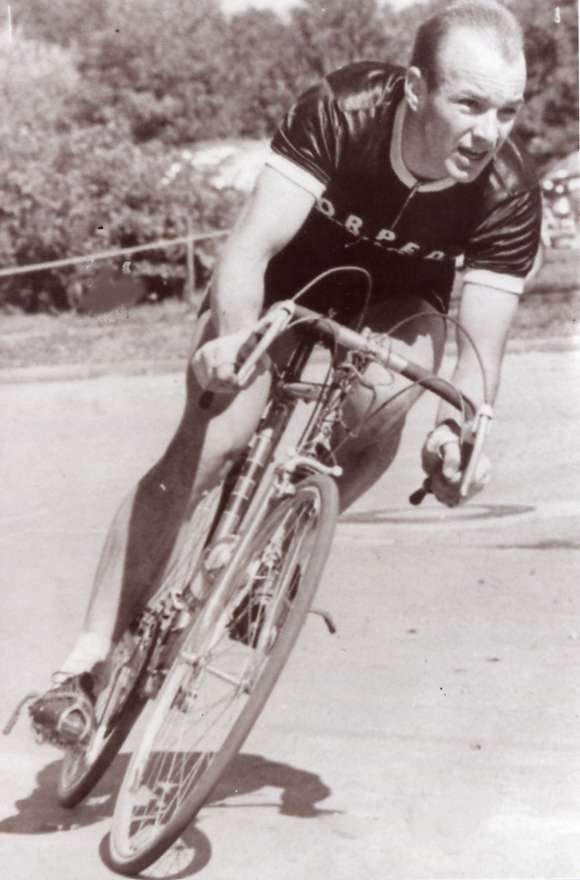
Dieter Kemper in den 1960er Jahren

## Geschichte
Hauptsponsor des Teams waren die Torpedo-Werke, welche ein Hersteller von Fahrrädern und Büromaschinen mit Sitz in Frankfurt am Main, Hessen waren.
Vermutlich aufgrund von Schwierigkeiten beim Absatz ihrer Büromaschinen haben die Torpedo-Werke 1967 das Sponsoring eingestellt.

## Erfolge
1959
- zwei Etappen Critérium du Dauphiné Libéré
- eine Etappe Luxemburg-Rundfahrt

1960
- zwei Etappen Niederlande-Rundfahrt
- Köln-Schuld-Frechen

1961
- Gesamtwertung und fünf Etappen Deutschland-Rundfahrt
- eine Etappe Tour de Suisse
- eine Etappe Tour de France

1962
- Gesamtwertung und drei Etappen Tour de Suisse[4]
- eine Etappe Deutschland Tour
- eine Etappe Critérium du Dauphiné Libéré

1963
- Gesamtwertung und eine Etappe Tour de l’Oise
- zwei Etappen Tour de Suisse

1964
- Rund um Köln
- eine Etappe 4 Jours de Dunkerque

1965
- Großer Preis der Dortmunder Union-Brauerei

1966
- Rund um Köln
- Gesamtwertung und eine Etappe Tour de l’Oise
- Nord-West Schweizer Rundfahrt

1967
- Gesamtwertung Tour de l’Oise
- Großer Preis der Dortmunder Union-Brauerei

## Bekannte ehemalige Fahrer
- Peter Glemser(1965–1967)
- Lothar Friedrich (1957–1961)
- Rudi Altig (1959)
- Hans Junkermann (1962–1967)
- Dieter Kemper (1961–1965)
- Otto Altweck (1958–1961)
- Manfred Donike (1959–1961)
- Friedhelm Fischerkeller (1960–1962)
- Horst Oldenburg (1961–1964+1966)
- Sigi Renz (1961–1966)
- Dieter Puschel (1961)
- Klaus Bugdahl (1957+1959+1962–1964+1966-1967)